# 通胜街道
通胜街道，是中华人民共和国吉林省通化市集安市下辖的一个乡镇级行政单位。

## 行政区划
通胜街道下辖以下地区：
河西社区、都城社区、通沟村、城后村和山城村。